# Shane Claiborne

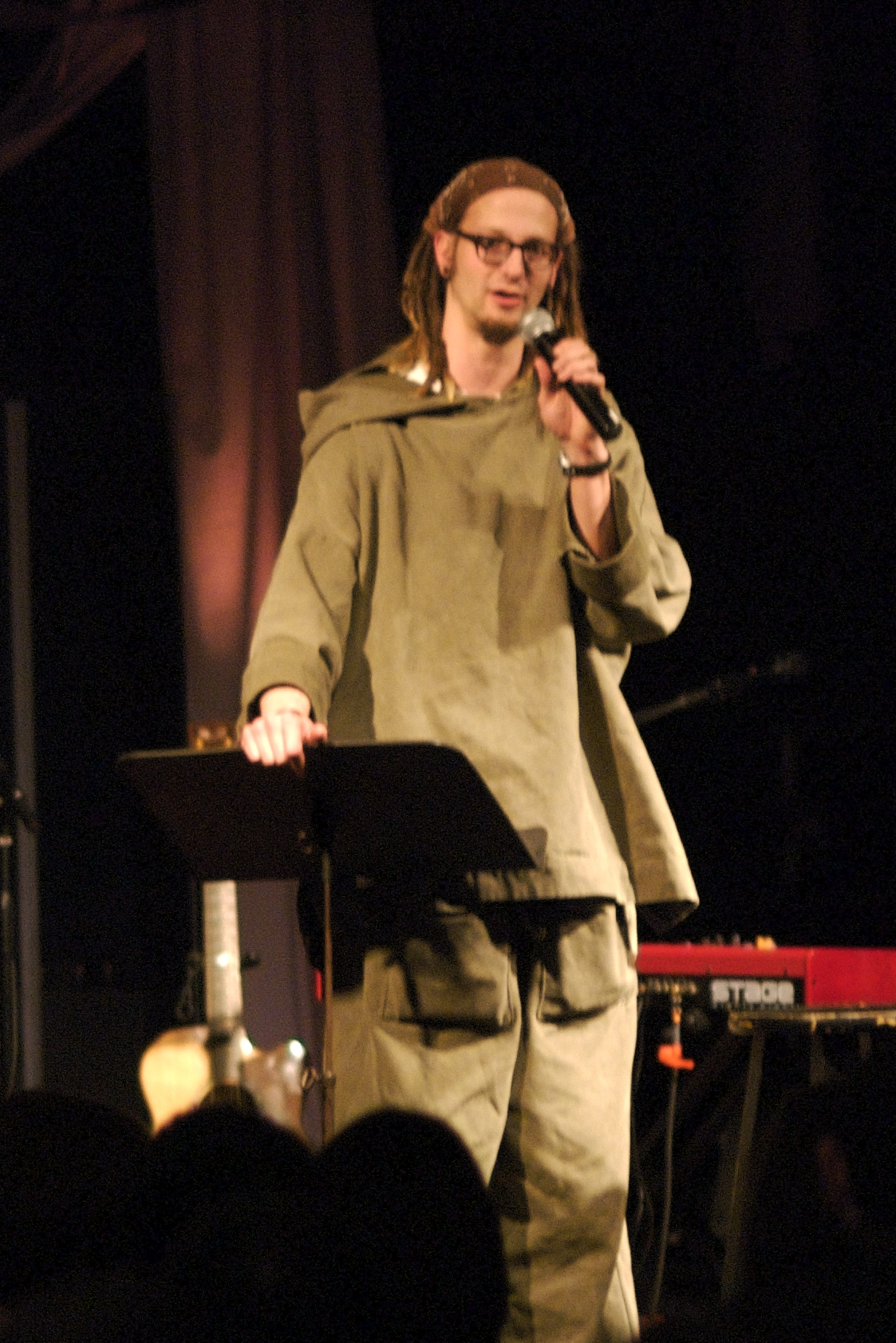
Shane Claiborne tijdens een lezing in 2007

Shane Claiborne (11 juli 1975) is een Amerikaanse christelijk activist en auteur. Hij is een van de voortrekkers van de neomonastieke beweging en richtte The Simple Way op in Philadelphia (Pennsylvania), een ideële woongroep. Hij heeft zich in diverse acties hard gemaakt voor geweldloosheid en de rechten van de armen. Zijn bekendste boek is Hoe Jezus mijn wereld op zijn kop zet. Verder werd hij bekend met zijn activiteiten met Tony Campolo rondom de 'Red Letter Christians'. Hij werd in Nederland bekend doordat hij hier enkele keren kwam spreken. 

## Levensloop
Claiborne groeide op in Tennessee. Zijn vader was een Vietnamveteraan en stierf toen Claiborne 9 jaar oud was. Hij studeerde later onder andere sociologie. Ontevreden met hoe zijn leven ging vertrok hij naar Calcutta om enkele maanden met Moeder Teresa te werken. Ook verbleef hij drie weken in Baghdad bij een christelijk vredesprogramma. Daar maakte hij diverse bombardementen mee. In deze periode leefde hij nog bewust celibatair. In 2007 werd de woongroep The Simple Way die hij had gesticht door vuur verwoest en verloor hij al zijn bezittingen.